# Beast Wars II
Beast Wars II – animowany serial telewizyjny wyprodukowany przez Nihon Ad System. Jest on częścią serii Transformers i choć nie jest bezpośrednią kontynuacją serii Beast Machines, to akcja skupia również wokół Maximali i Predaconów. Nadawany był w latach 1998–1999 na kanale TV Tokyo.

## Postacie

### Maximale
- Lio Convoy - Lider Maximali z silnym poczuciem dobra i zła, choć jego powaga czasem wydaje się być zabawna. Jego bronią są ostre szpony i pociski, które wyłaniają się z "włosów" lwa. Transformuje się w białego lwa.
- Apache - "Zastępca" Lio Convoya i jego najlepszy przyjaciel. Ma dość ekscentryczną naturę, co pokazuje w formie bestii. Całe jego ciało jest naszpikowane pociskami i broniami. Przemienia się w mandryla oraz w moduł broni platformowej.
- Big Horn - Typowe mięso armatnie Maximali, często wysyłany na pierwszy ogień. Ma łagodne uosobienie, choć zdenerwowany potrafi ostro dołożyć. Potrafi wywoływać promienie laserowe z rogów. Transformuje się w bizona, choć niektórzy uważają go za byka.
- Scuba - członek załogi Lio Convoya. Typowy samotnik, lubi grać własnymi kartami. Ma też nawyk do pisania listów i książek. Ma kuzyna Ikarda. Często w walce używa skoków i wykopy, a w formie kałamarnicy potrafi wystrzeliwać atrament z pyska i wykończyć wroga kłami.
- Tasmanian Kid - w pewnym sensie "dziecko Cheetora". Tak jak Cheetor z Wojen Bestii kocha przygody, a jego działania często kończą się kłopotami. Młody, stara się, by zostać pełnoprawnym wojownikiem. Podczas walki używa kłów. Pierwotnie jego alternatywnym trybem miał być orzeł lub gepard (jak Airazor i Cheetor), lecz podczas skanowania orła diabeł tasmański skoczył na niego i komputer Kida zeskanował go, tworząc formę diabła tasmańskiego.
- Diver - Strażnik stacjonujący w bazie Niagara. Ostrożny i nieśmiały, często unika niebezpiecznej pracy, dzięki cytatowi "It was my grandfather's dying wish" ("To było ostatnie życzenie mego dziadka"). Jako bestia jest nieuzbrojony, lecz potrafi strzelać językiem z pyska niczym pięścią. Często, kiedy jest zaskoczony w trybie robota, jego szyja wyskakuje na całą długość. Transformuje się w żabę.
- Ikard - kuzyn Scuby. Historyk, jest mądrym uczonym, choć ma też drugie dno w postaci zamartwiania się o swego kuzyna. Tak jak Scuba, alternatywną formą Ikarda jest kałamarnica.
- Zespół Magnabossa - pojawiają się w drugiej połowie serii. Połączona siła odwagi Lio Juniora, inteligencja Skywarpa i dobroć Santona dają potężne wsparcie Maximalom. Posługuje się MagnaOstrzem stworzonym z trzech broni robotów, które go łączą. 
  - Lio Junior - Lider załogi Magnabossa, został stworzony przez wpływ dobrej energii Angolmois na Matrix Lio Convoya. Ma niewinną, dziką i wolną osobowość. Jego grzywa staje się Lion Wings, co pomaga mu latać na krótkich dystansach. Na końcu serii okazuje się posiadać zdolność połączenia z Lio Convoyem.
  - Skywarp - instruktor walk, wysłany z Cybertronu by pomóc załodze Lio Convoya. Choć surowy, okazywał szacunek młodym na Cybertronie. Jego wyposażeniem jest Sky Missiles ukryte w skrzydłach oraz Wind Caliber Swords, których może użyć jako pocisków lub do walki z bliska. Transformuje się w orła.
  - Santon - najlepszy medyk na Cybertronie, wysłany na pomoc załodze Lio Convoya. Typowy filantrop, wysoko ceni świętość życia. Potrafi tworzyć trzęsienia ziemi oraz wytworzyć barierę Santon Shield z kieł. Transformuje się w słonia, co jest rzadkością wśród Transformerów.

#### Insectrony
- Bigmos - oficjalny dowódca Insectronów. Jednak tak jak u innych członków tej frakcji brak mu idei współpracy. Ma słabość do soku pomidorowego. Transformuje się w komara.
- Powerhug - mistrz judo Insectronów, posiada bardzo twardą osłonę. W walce posługuje się szczękami i ogonem. Przemienia się w pill buga.
- Tonbot -
- Mantis
- Drillnuts
- Scissorboy

#### Bracia Jointrony
- DJ
- Motorarm
- Gimlet

### Predacony
- Galvatron
- Megastorm/Gigastorm
- Starscream/Hellscream
- BB/Max B
- Dirge/Dirgegun
- Thrust/Thustor

#### Autorollers
- Autostinger
- Autocrusher
- Autojetter
- Autolauncher

#### Seacon Space Pirates
- Halfshell
- Scylla
- Coelagon
- Seaphantom
- Terromander

### Inni
- Artemis
- Moon
- Black Lio Convoy
- Majin Zarak

## Obsada
- Hitoshi Bifu — Autocrusher, Terror Mandar
- Hozumi Gōda — Lio Convoy
- Hiroaki Harakawa — Santon
- Chieko Higuchi — Artemis
- Hiroaki Ichinowatari — Sea Phantom
- Daisuke Ishikawa — Motorarm
- Katashi Ishizuka — Tasmania Kid
- Mantarō Iwao — Skywarp
- Masami Iwasaki — Autolauncher (od 12. odcinka), Bighorn
- Yūji Kishi — Scuba, Drill Nuts
- Yumiko Kobayashi — Lio Junior, Magnaboss
- Tetsuo Komura — Galvatron, Narrator
- Kōhei Kowada — Autojetter
- Takehito Koyasu — Optimus Primal
- Takeshi Maeda — Gimlet
- Miwa Matsumoto — Scylla
- Takashi Matsuyama — Megastorm/Gigastorm, Powerhug
- Tadashi Miyazawa — Autostinger, Coelagon
- Norihisa Mori — Scissor Boy
- Ryō Naitō — DJ, Tripledacus, Ikard
- Kenji Nakano — Diver
- Kazuhiko Nishimatsu — Halfshell, God Neptune
- Sanryō Odaka — Apache
- Junji Sanechika — Thrust/Thrustor
- Hiroki Takahashi — Starscream/Hellscream, Mantis, Autolauncher (do 10. odcinka)
- Eiji Takemoto — Dirge/Dirgegun
- Junko Takeuchi — Moon
- Kenichirō Tanabe — Tonbot
- Haruhi Terada — NAVI
- Takeshi Watanabe — BB/Max-B, Bigmos

## Odcinki
1. "The New Forces Arrive!"
2. "White Lion, Run!"
3. "Bighorn's Rage"
4. "The Lake Trap"
5. "Galvatron Revived"
6. "Mystery of the Ancient Ruins"
7. "The Insect Corps Arrive"
8. "Friend or Foe? Insect Robos"
9. "The Strongest Tag Team?"
10. "Autorollers, Roll Out!"
11. "Danger, Scissor Boy!"
12. "Galvatron Rampages"
13. "Predacon General Offensive!"
14. "The Combined Giant, Tripledacus"
15. "The Festive Jointrons"
16. "A Fearsome Combination Plan?"
17. "Who Is the Leader!?"
18. "The Black Lio Convoy"
19. "Space Pirate Seacons!"
20. "Who Is the Strongest Warrior!?"
21. "Scuba Is Cool"
22. "Megastorm's Reckoning"
23. "Underwater Showdown"
24. "Face the Setting Sun"
25. "The Final Battle"
26. "Enter Lio Junior!"
27. "Megastorm Reborn"
28. "The New Weapon, Tako Tank"
29. "Artificial Planet Nemesis"
30. "Gigastorm's Treachery"
31. "The End of Starscream"
32. "The Lio Convoy Assassination Plot"
33. "The Great Angolmois Freezing Operation"
34. "Knock out Nemesis"
35. "Lio Junior's Revolt!"
36. "Emissary of the Fourth Planet"
37. "The Crisis of Planet Gaea"
38. "Fly Out! Planet Gaea"
39. "Assemble, Thirty-nine Warriors"
40. "Revenge of the Space Pirates"
41. "Breaking into Nemesis"
42. "Legend! The Green Warrior"
43. "Farewell! Lio Convoy"